# Personaggi di Final Fantasy XII
Questa voce descrive i personaggi principali del videogioco Final Fantasy XII, sviluppato e pubblicato dalla Square Enix nel 2006.

I personaggi principali di Final Fantasy XII; a partire da sinistra: Fran, Balthier, Ashe, Basch, Vaan e Penelo.

## Personaggi giocabili

### Vaan
| Voce inglese | Voce giapponese |
| ------------ | --------------- |
| Bobby Edner  | Kouhei Takeda   |

Vaan (ヴァン?, Van) è un ladruncolo di 17 anni che ha perso i suoi genitori in un'epidemia di peste quando aveva 12 anni e il suo unico fratello Reks due anni prima dello svolgimento della storia narrata nel videogioco, durante l'Invasione Archadiana di Dalmasca. Ha vissuto come assistente di Migelo, svolgendo per lui vari incarichi, rapinando nel frattempo i soldati Archadiani, reclamando di riavere ciò che apparteneva a Dalmasca. È un tipo energico e allegro, e tra i suoi amici è considerato il leader. Vaan sogna da sempre di diventare un pirata dei cieli al comando della sua nave volante. Ha cercato di raggiungere il suo scopo uccidendo i ratti nelle fogne di Rabanastre, e per questo Dalan l'ha soprannominato '"Vaan Ratsbane"', ovvero "flagello dei ratti". Questo ha causato l'erronea convinzione che "Ratsbane" sia il cognome di Vaan, che non è mai menzionato nella storia.
Durante l'inizio del gioco, Vaan è ancora risentito della morte del fratello presumibilmente per mano di Basch come gli è stato detto da Reks in punto di morte. Comunque sia, apprenderà in breve tempo che la verità non è questa, dando fiducia a Basch, affermando che "Mio fratello si fidava di te"; da questo punto inizia a proteggere Basch da Ashe, che inizialmente lo odiava. Vaan nasconde un segreto: è frustrato dal semplice fatto che non è in grado di aiutare Dalmasca. Come ha già detto ad Ashe nel villaggio dei Garif, Jahara, Vaan reclama di diventare un "pirata del cielo- o altre simili sciocchezze", semplicemente perché così facendo può ignorare la sensazione di incapacità e confusione. Rispecchiandosi con la frustrazione di Ashe per la sua incapacità di sconfiggere l'Impero, Vaan fa dei suoi problemi un desiderio di viaggiare con lei; così facendo pensa che seguendo Ashe riesca a trovare le risposte che cerca.
Vaan è un protagonista atipico: nonostante sia il personaggio principale e l'alter ego del giocatore per tutto il gioco non è il leader del gruppo. Come egli stesso ammette a Penelo quando raggiungono Archades si limita a seguire il gruppo e, effettivamente, nella seconda metà del gioco il suo apporto alla trama diventa trascurabile. Giocherà un ruolo più importante al Faro di Ridorana, dove supererà il suo desiderio di vendetta verso l'impero e indurrà Ashe a fare altrettanto.
Alla fine Vaan realizza il suo sogno, grazie all'aiuto di Balthier. Riesce anche ad ottenere la sua piccola nave volante, dopo che Fran e Balthier si riprendono l'aeronave Strahl, con Penelo come navigatore.
Abilità
- Apoteosi di livello 1: Spirale Rossa
- Apoteosi di livello 2: Abisso Profondo
- Apoteosi di livello 3: Collisione Cremisi
- Capacità di evocare tre Esper
- Magia
- Abile combattente
- Abile borseggiatore
- Forza e resistenza sovrumane

### Ashelia B'nargin Dalmasca
| Voce inglese  | Voce giapponese |
| ------------- | --------------- |
| Kari Wahlgren | Mie Sonozaki    |

Ashelia o Ashe B'nargin Dalmasca (アーシェ・バナルガン・ダルマスカ?, Āshe Banarugan Darumasuka) è una principessa Huma diciannovenne che combatte per liberare il suo regno, Dalmasca, dall'Impero di Archadia. Sposò il principe Rasler Heios Nabradia poco prima dell'invasione degli Archadiani in Dalmasca e suo marito morì poco dopo nella battaglia per proteggere la fortezza di Nalbina. I due, nonostante le dicerie della gente che il matrimonio fosse solo politico, si amavano veramente e la morte di Rasler colpì molto profondamente la giovane vedova, tanto che indossa ancora la fede nuziale dopo due anni dal lutto. Dopo quest'episodio era sull'orlo del suicidio, ma prendendo il soprannome di Amalia, divenne la leader della resistenza. A causa delle sue intenzioni di vendicarsi degli orrori commessi dai militari nei confronti della sua gente è stata manipolata dagli Occuria, per rinforzare il proprio dominio su Ivalice. Nel corso della storia gli Occuria creano un'immagine di Rasler per condurre Ashe ovunque ne avessero bisogno. Durante il loro incontro gli Occuria le offrono la Negalite per governare come una nuova dinastia e conquistare Ivalice al loro posto. All'ultimo momento Ashe rifiuta l'offerta degli Occuria. La principessa apprende che la guerra tra i due imperi è iniziata e così va da Vayne, nella Bahamut la Fortezza dei Cieli, per eliminare il male alla radice.
Abilità
- Apoteosi di livello 1: Mannaia dell'orsa
- Apoteosi di livello 2: Esplosione Fulgida
- Apoteosi di livello 3: Battifulmine
- Apoteosi finale: Amuleto Satanico
- Magia bianca
- Abile combattente
- Forza e resistenza sovrumana
- Capacità di capire il linguaggio degli Occuria

### Sir Basch von Rosenburg
| Voce inglese   | Voce giapponese |
| -------------- | --------------- |
| Keith Ferguson | Rikiya Koyama   |

Basch è un trentaseienne capitano dell'Ordine dei Cavalieri di Dalmasca. È nato nella Repubblica di Landis assieme al suo fratello gemello Noah (in seguito cambia il nome in Gabranth). Dopo che l'impero Archadiano conquista la sua terra natia si rifugia in Dalmasca, divenendo un membro rispettato del regno. Quando Archadia attaccò la Fortezza di Nalbina lui comandava la difesa. Insieme al marito di Ashe, Lord Rasler Heios Nabradia, difesero validamente la fortezza. Dopo l'occupazione Archadiana lui e il capitano Azelas guidarono un assalto alla fortezza di Nalbina tentando di salvare il re. Una parte del complotto di Vayne era di incastrare Basch e per attuare il piano, Noah, il fratello gemello di Basch, prese il suo posto e uccise il re e per completare l'opera uccise anche Reks il fratello maggiore di Vaan. Il risultato fu il crollo di un mito per la popolazione Dalmasca. Alla gente venne detto che Basch sarebbe stato giustiziato dal marchese Ondore, ma in realtà venne tenuto prigioniero nella prigione di Nalbina come da ordine di Vayne, che prese questa misura per assicurarsi che Ondore rimanesse fedele all'impero, infatti non appena venuto meno all'impegno Vayne avrebbe reso noto che Basch era ancora vivo e avrebbe distrutto la credibilità del marchese. Il capitano venne liberato da Vaan, Balthier e Fran che stavano cercando di fuggire dalle prigioni di Nalbina. Inizialmente, come prevedibile tutti e tre furono prevenuti nei suoi confronti, ma quando videro il viso del giudice Gabranth, il racconto di Basch comincia ad essere credibile. Dopo la fuga giura di proteggere Ashe e di aiutare la resistenza, nonostante i suoi passati fallimenti. Basch rimane leale, nonostante il tradimento di Vossler. Alla fine Gabranth riesce a rispettare il punto di vista di Basch più di se stesso. Gabranth cerca di redimersi mantenendo solida la devozione verso Larsa, aiutando il fratello e Ashe nel combattimento contro Vayne sulla Bahamut. Dopo la battaglia, Noah morente chiede al fratello di proteggere Larsa. Visto che la maggioranza credeva che Basch fosse morto, lui prende il posto del fratello come giudice e diventa il protettore del nuovo imperatore Larsa Solidor.
Abilità
- Apoteosi di livello 1: Impulso Tetro
- Apoteosi di livello 2: Epilogo Inesorabile
- Apoteosi di livello 3: Giustiziere Radiante
- Apoteosi finale: Scudo Apocalittico
- Capacità di evocare tre Esper
- Abile combattente
- Abile stratega
- Magia
- Forza e resistenza sovrumane

### Penelo
| Voce inglese    | Voce giapponese |
| --------------- | --------------- |
| Catherine Taber | Yuna Mikuni     |

Penelo è una Huma di 17 anni, orfana di guerra. Ha imparato le arti marziali dal fratello, ora morto. È sorprendente la sua capacità di fuggire dai guai. Conosce Vaan fin dall'infanzia e si sente anche un po' sorella di questi perché i suoi genitori l'avevano adottato, a seguito della morte dei parenti del ragazzo. Durante la guerra con Archadia, i genitori di Penelo furono uccisi brutalmente e da allora Vaan si sentì responsabile di Penelo e viceversa; trovarono lavoro presso la bottega di Migelo un vecchio baanga bonario e continuarono a vivere alla giornata. Fu rapita e presa in ostaggio dal cacciatore di taglie Ba'Gamnan che mirava a far uscire allo scoperto Balthier. Penelo sembra avere una grande amicizia con Larsa che addirittura è disposto a schierarsi contro un giudice magister pur di salvarla. Partecipa alla battaglia di Rabanastre e collabora nell'eliminazione di Vayne Solidor
Abilità
- Apoteosi di livello 1: Autokratos
- Apoteosi di livello 2: Vanescentia
- Apoteosi di livello 3: Prodigio Cosmico
- Capacità di evocare tre Esper
- Ballerina professionista
- Abile Maga Bianca
- Abile combattente
- Forza e resistenza sovrumana
- Carisma

### Balthier
| Voce inglese | Voce giapponese |
| ------------ | --------------- |
| Gideon Emery | Hiroaki Hirata  |

Balthier (バルフレア?, Barufurea, Balflear nella versione giapponese) è un pirata dei cieli, detti anche aviopirati, ha 22 anni e pilota la Strahl, una piccola aeronave, su e giù per i cieli di Ivalice. Lui e la sua compagna d'avventure, Fran, preferiscono rimanere fuori dai conflitti tra i reami di Ivalice. Dato che il loro tentativo di rubare la Magilite della Dea (ovvero un frammento di Negalite) andò in fumo a causa di Vaan che li anticipò sul tempo, gli eventi li forzano ad unirsi alla resistenza. Balthier è un personaggio orgoglioso e imprevedibile, ma sempre pronto ad aiutare i suoi amici.

Nato come Ffamran Mid Bunansa (ファムラン・ミド・ブナンザ?, Famuran Mido Bunanza), è il figlio del Dr. Cid (niente a che vedere con i Cid dei passati Final Fantasy), è cresciuto insieme alla pazzia del padre e l'ossessione per la Negalite. Nonostante Cid l'avesse fatto diventare un Giudice Magister, Ffamran decise di abbandonare il suo ruolo di giudice, diventando, sotto nuovo nome, un pirata dei cieli. Con questo cambiamenti, Balthier racimolò una cospicua taglia sulla sua testa, attirando le attenzioni dei cacciatori di taglie come Ba'Gamnan. Ma sfortunatamente per Balthier, ha continuato a seguire il padre nella ricerca della Negalite mentre serviva la resistenza; ci mise solo un po' per capirlo.
Balthier ostenta il suo ruolo di "leader" della storia per tutto il gioco, insistendo sul fatto che ciò lo rendesse invincibile - perché "il leader non muore mai". Ciò fu smentito nel momento in cui stette per morire quando la Fortezza Volante Bahamut fu distrutta vicino Rabanastre. Lui e Fran riescono ad avere indietro la Strahl da Vaan e Penelo, lasciandgli una nota per la nuova Regina Ashe, informandola che era ancora vivo.

Balthier condivide il suo cognome con il personaggio Mustadio Bunansa di Final Fantasy Tactics, ma la loro relazione è vaga.

Balthier sembra avere molti tratti in comune con il cacciatore di taglie Ian Solo di Guerre stellari, come ad esempio la grossa taglia sulla sua testa, il passato da ufficiale dell'Impero, il carisma e la capacità di rimanere rilassato anche nelle situazioni più critiche. In questo senso la Strahl ricorderebbe la Millennium Falcon.
Abilità
- Apoteosi di livello 1: Saccheggio
- Apoteosi di livello 2: Flutto Fatale
- Apoteosi di livello 3: Insurrezione Astrale
- Magia
- Conoscenza e maneggiamento delle armi da fuoco
- Capacità di evocare tre Esper
- Forza e resistenza sovrumane
- Intelligenza

### Fran
| Voce inglese | Voce giapponese |
| ------------ | --------------- |
| Nicole Fantl | Rika Fukami     |

Fran è una sensuale e coraggiosa guerriera Viera, abile sia a mani nude che con l'arco e piena di fascino. La sua abilità con le armi è solo paragonabile alla maestria con gli attrezzi. Infatti è lei che si occupa della manutenzione della Strahl. I segreti nascosti nella storia delle Viera sono moltissimi. Nemmeno la diversità fra razze divide il legame profondo che c'è tra lei e Balthier.
La patria di Fran è il villaggio di Eruyt, un piccolo paese nella giungla Golmore. La Viera lascia il villaggio 50 anni prima gli eventi del gioco. 
Fran, come tutte le Viera è molto suscettibile allo scorrere del Mystes che si diffonde in Ivalice: ad esempio, quando il giudice Ghis riscalda il Frammento d'Aurora nel motore d'aeronave Fran sente il Mystes bruciare e si sente pervasa da una rabbia tale da spezzare con le mani nude le sue catene di ferro. Similmente si potrebbe dire che quando entra in Giruvegan, una città mitologica pervasa dal Mystes (questa volta freddo), Fran appare più giovane. Quando non è sotto l'effetto di un eccesso di Mystes ha un carattere molto calmo e pacato (se non c'è da combattere).
Abilità
- Apoteosi di livello 1: Rivolta Impetuosa
- Apoteosi di livello 2: Giostra Marziale
- Apoteosi di livello 3: Esizio Glaciale
- Capacità di evocare tre Esper
- Abile arciera
- Conoscenza della natura del Mystes
- Conoscenza della natura
- Abile combattente
- Magia
- Abile arciera
- Forza e resistenza sovrumana

## Membri della Casata Solidor
Nobile famiglia dell'Impero di Archadia.
Per generazioni è stata padrona di molti seggi senatoriali e ha controllato il Ministero della Giustizia. Con la nascita dell'impero, si è scontrata con le autorità militari fino ad allora al potere. Usciti vittoriosi, i Solidor hanno subito messo mano alle riforme. Per controllare l'esercito, inoltre, hanno istituito un Ufficio per l'Ordine Pubblico impersonato nella figura del Giudice. Anche in seguito i Solidor si sono avvicendati sul trono imperiale. Di seguito sono riportati i principali esponenti della Casata:

### Vayne Carudas Solidor
| Voce inglese     | Voce giapponese |
| ---------------- | --------------- |
| Elijah Alexander | Nobuo Tobita    |

Vayne Carudas Solidor (ヴェインカルダスソリドール, Vino Karudasu Soridōru) Vayne è il terzo figlio dell'Imperatore Gramis ed il fratello maggiore di Larsa, così come il principale antagonista del gioco. Vayne a soli ventisette anni è riuscito a diventare Console di Rabanastre e Comandante Supremo dell'Armata Occidentale dell'impero di Archadia e inoltre è un membro della Casata dei Solidor, che da quattro generazioni governano l'Impero. Questo in effetti fa di lui un "principe", anche se, come egli afferma, il carattere democratico dell'Impero lo rende non più ammissibile per il trono di chiunque.
Tuttavia, mentre Vayne si prodiga per il benessere del popolo e della sua famiglia, in particolare di suo fratello minore Larsa, si rivela essere machiavellico, e disposto a utilizzare qualsiasi mezzo necessario per mantenere l'ordine. Egli pur di ottenere la negalite non esita a sottomettere completamente i regni di Nabradia e Dalmasca, e di sterminare le famiglie reali che vi governano. Affronta il movimento di resistenza di Dalmasca con assoluta spietatezza, rifiutando compromessi e accordi: la resa è l'unica scelta dei ribelli. Arriva perfino ad uccidere il proprio padre per spodestare il senato e prendere il potere assoluto. In definitiva, Vayne fa tutto ciò che ritiene opportuno per diventare niente meno che il prossimo Re Dinasta, portando una nuova era di pace e di prosperità su Ivalice, unita sotto il vessillo di Archadia.
Durante la battaglia di Rabanastre, Vayne comanda la Fortezza celeste Bahamut, deciso a schiacciare ogni resistenza al suo dominio. Quando si confronta con il gruppo, Vayne utilizza la Negalite artificiale trasformandosi in Hyper Vayne per poi essere ferito mortalmente da Gabranth. Ma Venat, vinta la sua guerra con gli Occuria decide di sacrificarsi per aiutare il suo protetto e gli conferisce così il potere di una divinità, conosciuta come Imperitur. Nonostante abbia avuto questo nuovo potere distruttivo, non riesce a sconfiggere Ashe e i suoi compagni che alla fine riescono ad eliminarlo.

### Larsa Ferrinas Solidor
| Voce inglese   | Voce giapponese |
| -------------- | --------------- |
| Johnny McKeown | Yuka Imai       |

Larsa Ferrinas Solidor (ラーサーファルナスソリドール, Rāsā Farunasu Soridōru) È il quarto figlio dell'Imperatore Gramis, e fratello minore di Vayne. Suo padre lavora instancabilmente per assicurare che Larsa rimanga puro e libero dalla macchia della politica e della guerra per farlo diventare in futuro un grande imperatore. Anche se ha solo dodici anni, Larsa è molto idealista (e altrettanto ingenuo), e ritiene che le lotte all'interno di Ivalice possano essere risolte tramite la diplomazia. Larsa mostra un grande rispetto per il Senato di Archadia e per i membri della sua famiglia, in particolare per suo fratello. Il Senato, tuttavia, ha paura del crescente potere che Vayne sta acquisendo e teme per la sua integrità. Per questo motivo cerca in tutti i modi di sbarazzarsi di Vayne e di mettere sul trono di Archades il giovane Larsa, sperando di manipolarlo facilmente da dietro le quinte.
Egli si reca insieme al Giudice Ghis in visita a Bhujerba e qui incontra Vaan, Balthier e Fran. Sotto il nome di "Lamont” li accompagna nelle miniere di Lhusu nella speranza di salvare Penelo. Tuttavia, la sua conoscenza della Negalite rischia di esporlo e di svelare la sua identità. Larsa aiuta ancora Vaan e il suo gruppo durante la fuga dalla Leviatano e successivamente entra a far parte della compagnia a Jahara, sollecitando Ashe di usare la sua influenza sulla Resistenza e prevenire così un peggioramento delle relazioni dei due Imperi. Arrivato a Bur-Omisace, apprende da Al-Cid Margrace che suo padre è stato assassinato, e viene riportato ad Archades dal Giudice Zargabaath. Larsa invita suo fratello a seguire le vie della diplomazia ma Vayne è risoluto ad attaccare Rozaria e schiacciare la Resistenza. Durante la battaglia di Rabanastre Larsa aiuta Vaan e i suoi compagni a combattere Vayne. Dopo la sconfitta del fratello è proprio il giovane Larsa a prendere il suo posto sul trono dell'Impero e immediatamente rende indipendente il Regno di Dalmasca scongiurando così la guerra con Rozaria.

### Imperatore Gramis Ghana Solidor
| Voce inglese     | Voce giapponese   |
| ---------------- | ----------------- |
| Roger L. Jackson | Hidekatsu Shibata |

Gramis Ghana Solidor (グラミスガンナソリドール, Guramisu Ganna Soridōru) È il padre di Vayne e di Larsa e il quarto imperatore di Casa Solidor. L'imperatore non è sordo agli ammonimenti del Senato che ha suggerito di nominare Larsa come suo successore. Gramis è triste e rammaricato per la morte dei suoi due figli, che Vayne stesso ha fatto giustiziare. Dopo essersi rifiutato di liquidare il Senato, come Vayne gli ha consigliato, egli comprese il pericolo che il figlio rappresentava per l'impero. Tuttavia troppo tardi si accorge degli intenti del figlio che lo uccide con le sue mani. I Giudici Magister fedeli a Vayne Solidor focalizzano sul capo del senato imperiale, Gregoroth, e gli altri membri del Senato, la colpa dell'assassinio e impongono l'immediato scioglimento dell'assemblea. Pochi giorni dopo Vayne diventa nuovo imperatore di Archadia

## Giudici di Archadia
Membri della Cavalleria Speciale alle dipendenze del Ministero della Giustizia dell'Impero di Archadia. Il nome ufficiale è Funzionari a tutela della sicurezza pubblica, ma comunemente vengono chiamati Giudici. L'ampliamento dei territori ha portato a un aumento dei crimini e degli scontri in tutta Archadia e proprio per restringere i tempi della giustizia è stata creata la figura dei magistrati dipendenti dall'esercito, da cui in seguito ha avuto origine la figura del Giudice.

### Giudice Gabranth
| Voce inglese       | Voce giapponese |
| ------------------ | --------------- |
| Michael E. Rodgers | Akio Ōtsuka     |

Gabranth (ガブラス, Gaburasu?), nato Noah Von Rosenburg (ノアフォンローゼンバーグ, Noa fon Rōzenbāgu?), è uno dei Giudici Magister appartenente al Ministero della Giustizia dell'Impero. È al comando della nona divisione che si occupa principalmente della raccolta e manipolazione di varie informazioni. Più di ogni altro Giudice svolge incarichi speciali dietro le quinte. Molto più capace rispetto ai suoi colleghi, perfino l'Imperatore Gramis ripone in lui cieca fiducia.
Egli è anche il fratello gemello di Basch, ed è il vero responsabile per la morte di Reks e Re Raminas. A differenza di Basch, lui appoggia e serve Archadia. Dopo la caduta di Landis, Basch fugge in un altro paese abbandonando Noah e sua madre, che intanto era stata colpita da una malattia. Noah non poteva lasciare la loro madre da sola in quelle condizioni, e si trasferì nel suo paese di origine: Archadia. Nel tentativo di prendere le distanze da Landis, la sua vecchia patria, cambia il suo nome in Gabranth, proprio come il cognome della madre. Notato dall'imperatore Gramis, Gabranth, con il suo appoggio riesce ad entrare nel corpo dei Giudici di Archadia, e successivamente ad essere promosso al rango di Giudice Magister. Purtroppo sua madre non resiste alla malattia che le risulta fatale; scosso e addolorato Gabranth muta i suoi sentimenti verso il fratello, e lo incomincia ad odiare profondamente, vedendolo solo per un vile traditore che ha abbandonato la patria e la sua famiglia. Su richiesta dell'imperatore, il giudice cominciò a spiare e a tenere d'occhio Vayne e le sue attività, e insieme a Drace divenne il protettore di Larsa. A seguito del colpo di Stato, Vayne gli ordina di giustiziare Drace in segno di fedeltà; successivamente il despota chiederà al giudice di seguire Ashe nel Faro di Ridorana e di ucciderla nel caso vedesse nelle sue azioni un pericolo per l'Impero. Verso la fine del gioco, cambia opinione sul fratello rimanendo positivamente colpito dalla sua fedeltà verso Ashe e Dalmasca e decide di riparare ai torti compiuti in passato proteggendo Larsa e aiutando Vaan e il suo gruppo ad uccidere Vayne: è troppo pericoloso e per il bene dell'Impero va eliminato. Durante lo scontro con Vayne viene ferito gravemente dal tiranno stesso e dopo la battaglia, a bordo della Strahl, assiste alla fine delle ostilità tra Archadia e la resistenza. Nei suoi ultimi istanti di vita, chiede a Basch di prendere il suo mantello e servire e proteggere il nuovo imperatore Larsa. A seguito del gioco, Basch esaudirà la richiesta di Noah, diventando il nuovo Gabranth

### Giudice Ghis
| Voce inglese    | Voce giapponese  |
| --------------- | ---------------- |
| Mark Wing-Davey | Ryūsuke Ōbayashi |

Ghis (ギース?, Gīsu) è uno dei Giudici Magister. Fa parte dell'esercito dell'Impero di Archadia ed è al comando della tredicesima divisione. Dirige l'ammiraglia "Leviatano" dell'ottava flotta, appartenente all'Armata Occidentale di cui Vayne è comandante supremo. Oltre alla funzione pubblica di giudice, riceve spesso incarichi speciali da Vayne in persona, benché non abbia alcuna stima del suo signore.
Durante la sua visita a Bhujerba ha sorvegliato e controllato il principe Larsa e si è scontrato con Vaan e i suoi compagni a bordo della Leviatano, mentre cercavano di trarre in salvo la principessa Ashe. Per ordine di Vayne Solidor si è messo alla ricerca del Frammento d'Aurora, l'ultima delle antiche reliquie di Re Raithwall: al comando dell'ottava flotta si è quindi diretto verso la tomba del Re Dinasta ma ancora una volta ha dovuto affrontare Vaan e i suoi amici. Sulla ponte di comando, Ghis rivela a Lady Ashe che il Capitano Azelas aveva fatto un accordo con l'Impero in cui, in cambio della reliquia, l'Impero si impegnava a restaurare il Regno di Dalmasca. Per capire se si trova davanti alla vera pietra, Ghis ordina che venga effettuato un test: tuttavia la nave non ha attrezzature scientifiche adeguate con cui provare i poteri della negalite. A questo punto il giudice comanda che la prova venga svolta nella sala macchine: la pietra sarà inserita nei motori.
I primi dati sono incredibili e Ghis decide di sfruttare la pietra per realizzare le sue ambizioni personali: sbarazzarsi di Vayne, da lui tanto detestato e andare al comando dell'armata occidentale e forse, addirittura dell'impero.
Tuttavia, l'immenso potere del Frammento d'aurora si riversa sulla nave che comincia ad andare in avaria per poi implodere. Il Giudice Magister muore nell'incidente, a causa della sua arroganza e trascina con sé l'ottava flotta imperiale che viene spazzata via dalla violenza della negalite

### Giudice Bergan
| Voce inglese | Voce giapponese |
| ------------ | --------------- |
| Gary Martin  | Yōsuke Akimoto  |

Bergan (ベルガ?, Beruga) è uno dei Giudici Magister. Fa parte dell'esercito dell'Impero di Archadia ed è al comando della seconda divisione. Eccellente soldato, ama prendere parte di persona ai combattimenti; ammirato per le ottime capacità dimostrate in battaglia, anche nei pubblici affari si occupa di invasioni e azioni armate. Sostiene accanitamente Vayne, convinto fautore dell'autoritarismo, e si inebria delle sue visioni di potere.
Bergan, insieme al giudice Zargabaath, si reca al tempio kiltiano di Bur-Omisace per recuperare il principe Larsa. Le forze imperiali da lui guidate avviano una sanguinosa incursione contro i volontari kiltiani e i profughi di tutte le nazioni, senza risparmiare nessuno. Larsa accetta di seguire il giudice al fine di placare la sua sete di sangue ma Bergan aveva altre idee. Quando Ashe e il suo gruppo arrivano al tempio, con loro costernazione, trovano Bergan che si staglia davanti al corpo senza vita del Gran Kiltias Anastasis. Il giudice ordina ad Ashe di cedergli la Spada dei Re e di desistere nel suo scopo di restaurare Dalmasca e spinto da una folle frenesia li coinvolge in un duro scontro: nel mezzo della battaglia muore violentemente a causa della negalite artificiale impiantata nel suo corpo che aveva aumentato la sua forza in modo esponenziale. Tuttavia il suo corpo ha ceduto portandolo alla morte.

### Giudice Drace
| Voce inglese   | Voce giapponese |
| -------------- | --------------- |
| Julia Fletcher | Yoko Soumi      |

Drace (ドレイス, Doreisu) è uno dei Giudici Magister. Svolgeva, per ordine dell'imperatore, la funzione di mentore e custode di Larsa occupandosi della sua educazione. Era un convinto sostenitore del principe Larsa ed era fiducioso che, come imperatore, sarebbe stato molto di più che un mero fantoccio sotto il controllo del Senato. Sapeva fin troppo bene che se fosse salito al trono il Senato si sarebbe reso conto delle vere capacità del ragazzo e avrebbe tentato in ogni modo di sbarazzarsene, dato che avrebbe rappresentato un grave pericolo per il potere del parlamento: per questo motivo, lui e il giudice Gabranth hanno giurato di proteggerlo.
Drace era molto severo nei confronti di Vayne. Riteneva che era spietato oltre ogni limite dato che aveva giustiziato personalmente i suoi due fratelli maggiori. Drace era convinto fin dall'inizio del coinvolgimento di Vayne nell'assassinio dell'imperatore, la cui responsabilità era stata addebitata al Senato che fu immediatamente spogliato di ogni funzione e potere. In compenso Vayne stabiliva il suo regime autocratico rivendicando i supremi poteri imperiali "temporaneamente" finché la crisi non fosse stata superata.
Drace a quel punto dichiara Vayne in arresto, accusandolo del colpo di Stato ma Bergan interviene, informandola che era stato il Ministero della Giustizia ad appoggiare l'autocrazia del principe.
Drace si rese conto che i Giudici Magister li presenti avevano tradito la stessa legge che avevano giurato di far rispettare con la spada e il sangue e in un impeto di rabbia attacca Vayne: Bergan blocca l'assalto e con forza disumana la sconfigge facilmente.
Il giudice ribelle viene formalmente condannato a morte da Vayne che invita Gabranth ad eseguire la sentenza, come segno di fedeltà nei suoi confronti. Drace convince Gabranth ad andare avanti e di fare il suo dovere, ma non prima di dirgli di proteggere Larsa come aveva giurato tempo prima.
Gabranth, a malincuore lo colpisce, uccidendolo nella sala del trono del Palazzo imperiale di Archades.

### Giudice Zargabaath
| Voce inglese    | Voce giapponese |
| --------------- | --------------- |
| Simon Templeman | Ryūzaburō Ōtomo |

Zargabaath (ザルガバース, Zarugabāsu) è uno dei Giudici Magister. è il capitano dell'Alexander, la nave ammiraglia della dodicesima flotta dell'impero di Archadia. Uomo onesto e assolutamente fedele all'Impero, la cui coscienza è entrata alcune volte in conflitto con la lealtà che doveva al suo signore. Quando Vayne ha attuato il suo colpo di Stato, è stato l'unico a implorare pietà per il giudice Drace condannata a morte. Turbato da quegli eventi, ha comunque continuato ad obbedire a Vayne e per suo ordine è andato a recuperare a Bur-Osimace il principe Larsa. Durante la Battaglia di Rabanastre tra l'Impero e la Resistenza, Zargabaath a bordo dell'Alexander, svolgeva il compito di vice-ammiraglio della flotta imperiale, obbedendo direttamente a Vayne Solidor che si trovava sulla Bahamut. Provava disprezzo per i ribelli ma con sua sorpresa essi riescono a tenere testa alle forze imperiali e in un secondo momento ad avere il sopravvento. Dopo la morte del fratello è Larsa a prendere il comando della flotta e ordina il cessare il fuoco. Quando la Bahamut comincia a precipitare su Rabanastre, il giudice offre la sua vita in sacrificio: con la mole dell'Alexander costringerà la Bahamut a deviare la sua traiettoria salvando la città. Tuttavia, prima di poter attuare il suo folle piano, Balthier e Fran riescono a riattivare i motori della fortezza e riescono a farla atterrare lontano da Rabanastre. Zargabaath è l'unico Giudice Magister a sopravvivere agli eventi del gioco.

## Altri personaggi

### Dalan
| Voce inglese   | Voce giapponese |
| -------------- | --------------- |
| Dwight Schultz | Takehiro Koyama |

Dalan (ダラン爺, Jiji), è un uomo anziano che vive nella Città bassa di Rabanastre, ed è solito incantare gli orfani con le sue storie. Durante l'avventura aiuta più volte Vaan, infondendogli coraggio e dandogli preziosi consigli. Ha l'abitudine di chiamare il ragazzo "Vaan Ratsbane", nomignolo che deriva dal passatempo preferito del giovane: uccidere topi nei canali di Garamsythe. Dalan è anche un sostenitore della Resistenza di Dalmasca; è grazie a lui che Basch e Vaan hanno l'opportunità di parlare con il Capitano Azelas, leader dei ribelli.

### Marchese Halim Ondore IV
| voce inglese | Voce giapponese |
| ------------ | --------------- |
| Tom Kane     | Akio Nojima     |

Halim Ondore IV (ハルム・オンドール4世?, Harumu Ondōru Yonsei) è il signore di Bhujerba, e fa parte della nobile famiglia degli Ondore che da quattro generazioni governano la città. Il marchese è anche lo zio di Ashe e ha svolto la funzione di predicatore kiltiano durante il suo matrimonio con Rasler, e successivamente per il funerale del giovane che muore tragicamente nella Battaglia di Nalbina. Si dice che Ondore abbia dei contatti con la Resistenza di Dalmasca, anche se effettivamente l'impero di Archadia ha grande influenza e potere sulla città celeste. Ciò è dovuto al fatto che Ondore, nel tentativo di mantenere la pace con l'Impero, annunciò l'esecuzione del regicida Basch, che in realtà fu risparmiato e tenuto in prigionia nelle segrete di Nalbina. Questo indebolì Ondore, che divenne di fatto un "fantoccio" ricattato da Vayne. Una volta che l'ottava flotta imperiale fu distrutta, Ondore si finse gravemente malato e si diresse ai confini dell'Impero di Rozaria dove iniziò a raccogliere tutte le forze ribelli. Con l'aiuto dei rozariani, il marchese riuscì ad allestire una grande forza di attacco che mostrerà tutta la sua determinazione nell'epica battaglia di Rabanastre.
Ondore svolge all'interno della storia il ruolo di narratore e le sue memorie vengono lette durante determinati punti del gioco.

### Montblanc
Montblanc (モンブラン?, Monburan) è il leader del Clan Centurio e durante il gioco controlla i progressi nella lotta ai ricercati che Vaan ha intrapreso. Apparve per la prima volta in Final Fantasy Tactics Advance come uno dei personaggi giocabili. Il moguri sembra avere molta familiarità con tutti gli enti e le organizzazioni del mondo di Ivalice che spesso gli affidano incarichi importanti. Montblanc ha due scopi: vedere il Clan Centurio come il più prestigioso di tutti i clan di Ivalice e vendicare la morte del suo mentore e maestro avvenuta per mano di Yiazmat.

### Vossler York Azelas
| Voce inglese | Voce giapponese |
| ------------ | --------------- |
| Nolan North  | Masaki Terasoma |

Vossler York Azelas (ヴォースラ・ヨーク・アズラス?, Vōsura Yōku Azurasu) faceva parte dell'Ordine dei Cavalieri di Dalmasca ed era un collega di Basch, combattendo fianco a fianco con lui durante la missione di salvataggio del Re. Come Reks, anche lui è stato ingannato nel pensare che Basch fosse il responsabile della morte di re Raminas. Con la caduta di Dalmasca, Vossler è entrato in clandestinità e per due anni ha protetto la principessa Ashe aiutandola a costruire la Resistenza.
Durante gli eventi di Final Fantasy XII, si riunisce con Basch, dopo che il capitano fugge dalle prigioni di Nalbina con Vaan. Scettico del traditore, Vossler impara a fidarsi ancora una volta del suo amico. Si rincontreranno sulla Leviatano, dove Vaan e i suoi compagni stanno cercando di salvare Ashe e di sfuggire dalle grinfie di Ghis. Vossler indossava un'armatura di Giudice per ingannare le guardie e consentire così di salvare la principessa che sarebbe poi stata trasferita su Bhujerba presso il palazzo del marchese.
Tuttavia, la principessa decide di prendere nelle proprie mani il destino di Dalmasca e parte alla volta della Tomba di Raithwall per ottenere le reliquie del Re Dinasta. Nell'Ogir Yensa, il capitano Azelas trova la compagnia e gli offre il suo aiuto; tuttavia una volta che il gruppo ottiene il tesoro, vale a dire il Frammento d'Aurora, interviene l'esercito di Archadia che li cattura in pochi minuti e li trascina a bordo della Leviatano. Qui, Vossler rivela che nonostante gli sforzi dei ribelli sarà impossibile riconsegnare l'indipendenza a Dalmasca così, ha fatto un accordo con l'Impero: la negalite per la sovranità di Dalmasca. Vossler muore poco dopo a bordo della Shiva, quando lui e i suoi uomini sono attaccati da Fran, travolta dal mystes ardente della negalite che l'ha condotta sull'orlo della follia. Pochi istanti sarebbero passati dall'affondamento dell'ottava flotta.

### Al-Cid Margrace
| voce inglese | Voce giapponese |
| ------------ | --------------- |
| David Rasner | Norio Wakamoto  |

Al-Cid Margrace (アルシド・マルガラス?, Arushido Marugarasu) è un membro della famiglia imperiale che governa Rozaria, la Casata Margrace. è un maestro nello spionaggio, nella creazione di reti di intelligence e nei trucchi politici, il giovane principe Al-Cid non solo sa tutti i movimenti delle forze militari del proprio paese, ma anche quelli dell'esercito dell'Impero di Archadia. Insieme a Larsa ha cercato in ogni modo di evitare lo scoppio della guerra tra i due imperi e di proporre loro una soluzione diplomatica e non violenta ma, con la morte di Gramis e la salita al potere di Vayne, una risoluzione pacifica è davvero improbabile. A seguito di questi eventi, ha preferito tornare in patria per convincere il suo popolo a non agire in modo sconsiderato. Nonostante i suoi sforzi, i generali di Rozaria si rifiutarono di lasciare la linea dura, e così il principe poteva solo ritardare che l'esercito di Rozarria si mobilitasse in aiuto alla Resistenza.

### Reddas
| Voce inglese | Voce giapponese |
| ------------ | --------------- |
| Phil LaMarr  | Takayuki Sugō   |

Reddas (レダス?, Redasu) è un aviopirata di Balfonheim il cui equipaggio è costituito da Rikken, Raz e Elza. In verità, egli era in origine il Giudice Magister scomparso Foris Zecht (フォーリスゼクト?, Fōrisu Zekuto). Durante la guerra con Nabradia, per ordine di Vayne attivò il Frammento di Luna, senza sapere gli effetti che avrebbe provocato: la città di Nabudis fu distrutta completamente in un solo istante. Sentendosi responsabile per l'accaduto, non tornò mai più ad Archades e assunse una nuova identità con il nome di "Reddas". Arrivò nella città portuale di Balfonheim dove le bande di pirati avevano trascinato la popolazione in una spirale di violenza senza fine; Reddas ripulì la città dai criminali e divenne il leader dei pirati. Il Marchese Ondore gli chiese di recuperare la negalite artificiale e di eliminare il Dottore Cid, il direttore dei laboratori Draklor. Più tardi, decise di accompagnare Ashe al Faro di Ridorana per trovare la crisalide solare. Quando Cid attivò il potere della crisalide, Reddas si sacrificò per distruggere il cristallo, scatenando un'esplosione tremenda, avvistata in quasi tutta Ivalice che vaporizzò lui e gran parte dell'antico faro.

### Dottor Cid
| Voce inglese    | Voce giapponese |
| --------------- | --------------- |
| John Rafter Lee | Chikao Ōtsuka   |

Cidolfus Demen Bunansa (シドルファス・デム・ブナンザ?, Shidorufasu Demu Bunanza), 58 anni, è il direttore del Laboratorio Draklor, istituzione segreta dell'esercito imperiale per la progettazione delle armi. Sta lavorando a un ambizioso progetto finalizzato alla sintesi artificiale della negalite. è il padre di Balthier ed è inoltre un grande amico di Vayne Solidor, nonostante la differenza di età, condivide con lui una peculiare visione della vita.
Sette anni prima degli eventi del gioco, lo scienziato di Archadia organizza una spedizione nello Jagd Difohr con l'intento di risolvere il mistero di Giruvegan: tornò ad Archades completamente cambiato. Cid divenne ossessionato della negalite, e ben presto la sua salute mentale comincia a degenerare: lo scienziato comincia a parlare da solo. In realtà il dottore sta solo conversando con Venat, l'Occuria ribelle, che convince Cid e Vayne a scatenare la guerra per ottenere i frammenti della Crisalide Solare, con lo scopo finale di aiutarli a creare la Negalite artificiale.
Successivamente lo scienziato si confronta con Balthier e il suo gruppo nei Laboratori Draklor ad Archades: Cid sopravvive e fugge invitando la compagnia a raggiungerlo a Giruvegan. Tuttavia, Ashe e gli altri scopriranno che il dottore li ingannati, infatti egli mirava solo a far incontrare la principessa con gli Occuria affinché le donassero la Spada del Patto e gli rivelassero l'ubicazione della Crisalide. Cid e Gabranth raggiungono la cima del Faro di Ridorana e riescono ad attivare la Crisalide ma ancora una volta si scontrano con il gruppo di Ashe. Il Giudice Magister viene sconfitto e Cid a quel punto lo solleva dall'incarico non ritenendolo più degno di servire Archadia. Lo scienziato combatte ancora una volta con il figlio e viene ferito mortalmente. Cid muore dissolvendosi in energia ma è riuscito nel suo intento: fornire alla Bahamut il mystes necessario per attivarsi.
Questo è il primo gioco di Final Fantasy in cui il personaggio di Cid svolge il ruolo di antagonista.

### Gran Kiltias Anastasis
| Voce inglese   | Voce giapponese |
| -------------- | --------------- |
| Dwight Schultz | Tamio Ōki       |

Gran Kiltias Anastasis (大僧正アナスタシス?, Daisōjyō Anasutashisu), è l'attuale Gran Kiltias, il più alto titolo nel clero della religione Kiltia. Vive nel grande tempio del monte sacro di Bur-Omisace, circondato da Nu-Mou e volontari che si occupano tra l'altro del grande campo profughi che sorge alle pendici della montagna. è famoso per essere il Saggio dei Sogni: è in grado di entrare e vedere i sogni degli altri. Ha dato la sua benedizione ad Ashe per entrare nel Tempio di Miriam per recuperare la spada di Raithwall, il Re Dinasta. Anastasis è anche conosciuto per avere sigillato pericolosi e potenti mostri, quali il feroce Fafnir e il potente Pyscodemon.
Venne assassinato dal Giudice Bergan quando l'esercito di Archadia attaccò a tradimento Bur-Omisace, per recuperare il principe Larsa.

### Venat
| Voce inglese | Voce giapponese |
| ------------ | --------------- |
| Anita Carey  | Narumi Tsunoda  |

Venat (ヴェーネス?, Vēnesu) è un immortale che ha sfidato Gerun e gli altri Occuria, cercando di liberare il destino di Ivalice dal loro dominio. Fu immediatamente etichettato com un "eretico" e l'Occuria abbandonò Giruvegan e insegnò al Dottore Cid e a Vayne i segreti della negalite per consentire loro di produrla da soli a partire dalla magilite estratta dalle miniere di Ivalice. Questo avviò le ricerche di Cid, ma segnò anche l'inizio della sua ossessione mentre Vayne cominciava a bramare sempre più potere. Era inevitabile che i due per realizzare le loro ambizioni cercassero di ottenere i frammenti di negalite ottenuti dal primo prescelto degli Occuria: Re Raithwall. In tutta risposta, Gerun e gli altri immortali tentarono di bloccare i piani di Venat manipolando Ashe con l'apparizione dello spirito del Principe Rasler. Venat prese anche il controllo di Mjrn e Bergan per sperimentare i poteri della Negalite prodotta a Draklor: rispetticamente valutò gli effetti che essa aveva sulle viera e ne constatò il vero potere scatenando l'ira del Giudice Magister sui profughi del monte sacro. Con la distruzione della crisalide solare le ambizioni di Venat vengono soddisfatte sconfiggendo così gli Occuria e restituendo il futuro nelle mani dell'umanità. Venat si unisce a Vayne infondendogli il suo potere, a bordo della Bahamut, in modo che i due potessero intraprendere il sentiero della morte insieme, così come furono insieme nella lotta contro gli immortali.